# دزدبند (مقاطعة كلاردشت)
دزدبند (بالفارسية: دزدبند) هي قرية تقع في Kuhestan Rural District في إيران. يقدر عدد سكانها بـ 15 نسمة بحسب إحصاء 2016.